# Агреда
А́греда (ісп. Ágreda) — невелике місто, розташоване у провінції Сорія, Іспанія. Це комерційне та туристичне місто, що виконує роль центру півночі провінції Сорія.

## Відомі люди
- Марія з Агреди — католицька монахиня, візіонерка.